# Paco Hårleman
Lars Kristian Paco Hårleman, född 21 oktober 1934, död 7 oktober 2009 i Oscars församling, Stockholm, var en svensk elektriker, ljussättare och fotograf, som under många år var verksam vid Sveriges Television.
Hårleman är gravsatt i minneslunden på Skogskyrkogården i Stockholm.

## Filmografi
- 1967 – Mosebacke Monarki
- 1975 – Fällan (elektriker)
- 1985 – Eurovision Song Contest
- 1992 – Rederiet
- 1995 – Nilecity 105,6